# Senad Džambić
Senad Džambić (* um 1960) ist ein in Bosnien und Herzegowina tätiger Geschäftsmann.  

## Leben
Džambić wurde als sechstes Kind eines Bergmanns geboren. Vor dem Bosnienkrieg ging er mit seinen Brüdern kleineren Geschäften im Honighandel nach. Im Jahr 1993 gründete er die Supermarktkette Bingo Export-Import Tuzla d.o.o. mit Sitz in Tuzla, Bosnien und Herzegowina. Im Jahr 2017 wurde Bingo zur größten Supermarktkette in Bosnien und Herzegowina. Der Umsatz lag zuletzt bei umgerechnet etwa 1 Milliarde Euro (Stand: 2023).
Mit einer 20 %igen Beteiligung am Kohlebergwerk NRMU Miljevina baute Džambić 2024 sein Geschäftsimperium weiter aus.

### Vermögen
Džambić ist nach Schätzungen inländischer Medien mit einem Vermögen in Höhe von 892,2 Millionen Euro auf Platz 1 der reichsten Menschen in Bosnien und Herzegowina (Stand: 2023).